# Edward Bozek
Edward Scott „Scotty“ Bozek (* 20. November 1950 in Salem, Massachusetts; † 7. Januar 2022 in Herndon, Virginia) war ein US-amerikanischer Fechter.

## Biografie
Edward Bozek belegte bei den Olympischen Sommerspielen 1972 den neunten Platz im Degen-Mannschaftwettkampf. 1975 konnte er bei den Panamerikanischen Spielen in Mexiko-Stadt in der gleichen Disziplin die Gold- und im Einzel die Silbermedaille gewinnen. Bei den Olympischen Sommerspielen 1976 belegte er im Degen-Einzel den 41. Platz und wurde im  Mannschaftswettkampf mit dem US-Team Elfter. Drei Jahre später gewann Bozek erneut Gold bei den Panamerikanischen Spielen in San Juan.
Auf nationaler Ebene gewann er 1973 und 1975 den Meistertitel im Degenfechten.
Edward Bozek besuchte die University of Massachusetts, wo er 1972 ein Russistik-Studium abschloss. Später besuchte er die Columbia University, wo er einen Master erwarb. Ein weiteres Master-Studium schloss Bozek an der National Defense University in Ressourcenstrategie ab. Später war er über 30 Jahre beim United States Foreign Service tätig. 1974 begann er beim Handelsministerium der Vereinigten Staaten. Von 1996 bis 1998 war er Berater des stellvertretenden Sekretärs und Generaldirektors des United States Commercial Service. Später war er auf der ganzen Welt in Botschaften und Konsulaten der Vereinigten Staaten, unter anderem von 2005 bis 2008 in Russland, tätig. Von 2008 bis 2012 arbeitete er als Principal Commercial Officer beim US-Generalkonsulat in Toronto.